# Ola de frío en América del Norte de 2020-2021
La ola de frío en América del Norte de 2020-21 fue un fenómeno meteorológico que se desarrolló en Estados Unidos y que afectó especialmente a los estados del interior, en las regiones del Medio Oeste y el Sur del país, con situaciones de emergencia en el estado de Texas que dejaron sin luz y agua a buena parte de la población. En diciembre de 2020 habían ocurrido varios eventos climáticos adversos, con tormentas en las llanuras del sur y tormentas en el nordeste. En febrero de 2021 tuvieron lugar nuevos episodios de nieve y hielo que llevaron a una reducción abrupta, e histórica, de las temperaturas en gran parte del país. 

## Previsiones estacionales
El 15 de octubre de 2020, el Centro de Predicción del Clima de la Oficina Nacional de Administración Oceánica y Atmosférica publicó su perspectiva de invierno para los Estados Unidos. Las perspectivas de temperaturas y precipitaciones reflejaron la posibilidad de que pudiera desarrollarse un patrón de La Niña durante buena parte de la estación. El pronóstico indicaba temperaturas más cálidas en buena parte del sur y suroeste del país, así como en la costa este, mientras que las temperaturas frías caían en el extremo noroeste.
El 30 de noviembre de 2020, el ministerio canadiense de Medio Ambiente publicó su perspectiva de invierno para los meses de diciembre, enero y febrero como parte de sus avisos climáticos mensuales. La agencia estatal predijo temperaturas cercanas a la media en la mayor parte de Canadá, pero también precipitaciones superiores a lo habitual en las regiones del sur como la Columbia Británica, Ontario, Quebec y las provincias atlánticas. Se esperaba que se desarrollaran temperaturas más frías de la media en las provincias del norte, así como en las praderas y mesetas de dicha zona debido al vórtice polar y La Niña.

## Resumen estacional

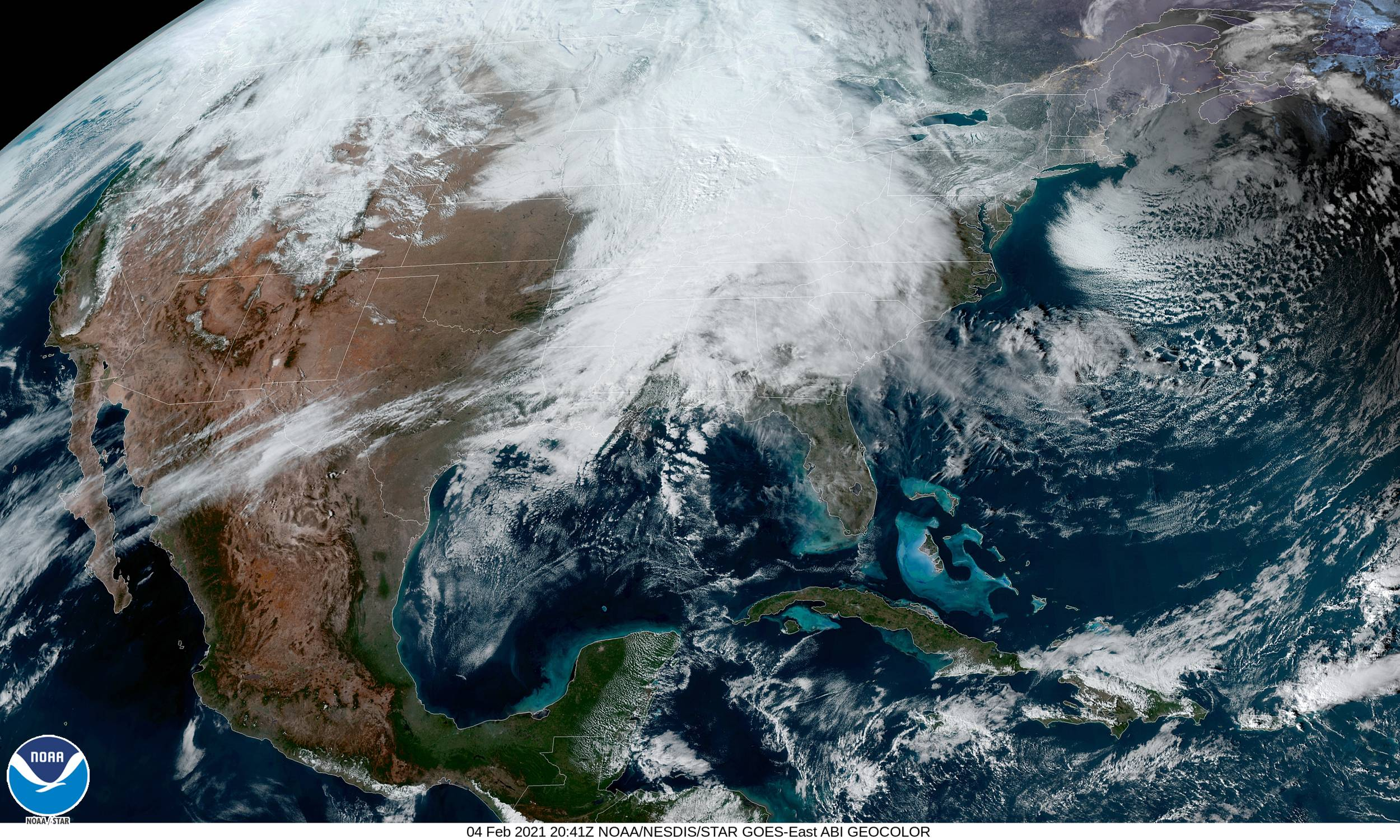
Imagen de satélite de una de las tormentas que impactó al Medio Oeste de Estados Unidos el 4 de febrero.

A finales de octubre de 2020 comenzaron a verse los primeros eventos climáticos ligado a la temporada invernal, con una tormenta de hielo que barrió el sur del país y que terminó por fusionarse con los restos del huracán Zeta, dejando varias escenas de nieve en Nueva Inglaterra. El mes de noviembre fue tranquilo en término de clima, con algunos eventos menores de nieve y heladas en el Medio Oeste. A finales de mes, un sistema de tormentas acabó moviéndose desde los valles de Ohio y dejó más de 20 centímetros de nieve en la ciudad de Cleveland, triplicándose dicha cota en las áreas del lago Erie, al noreste del estado.
Diciembre comenzó con un ciclón bomba que impactó nuevamente a Nueva Inglaterra con fuertes nevadas. Más adelante, un nor'easter (sistema del noreste) produjo fuertes nevadas en toda la zona noreste de los Estados Unidos, ampliándose hasta el sur de Canadá. Ciudades como Nueva York, Pittsburgh o Boston tuvieron en poco tiempo 25 centímetros de nieve, que no fue nada en comparación con los resultados de las zonas interiores, que sobrepasó el metro de nieve. En la semana de Navidad, una tormenta de nieve afectó en el medio oeste dejando tormentas severas en el sureste. Alejado del foco continental, en el mar de Bering, a finales de año, se formó otro ciclón bomba que cayó frontalmente sobre Alaska, para continuar, ya debilitado, hasta las islas Aleutianas, dejando fuertes olas y ráfagas de viento.
El año 2021 comenzó con un sistema de tormentas que se movió desde el golfo de México hacia el noreste en la víspera de Año Nuevo. Precisamente en la primera jornada del nuevo año, se produjo una franja de clima invernal que se extendió por más de 3200 kilómetros, dejando cotas de nieve superior al medio metro y placas de hielo cercanos al centímetro de grosor en algunas áreas. A finales de enero, una tormenta, originada en las Montañas Rocosas, volvió a producir una lengua de clima invernal que se extendió horizontalmente desde Nuevo México hasta Alabama, dejando rachas de viento y nieve acumulada.
Paralelamente, se notificaron tormentas de nieve con vientos racheados en el Medio Oeste y el interior del Noreste, situación que se recrudeció al verse desbordado a finales de enero con ola de frío polar que se extendió por más de 2400 kilómetros en toda la vertiente. Terminado enero, un complejo de tormentas y eventos atmosféricos adversos comenzó a desarrollarse en el oeste de los Estados Unidos, especialmente en California, donde se dieron cotas de nieve y lluvias inusuales en el estado para el período habitual del año. Los fenómenos meteorológicos dejaron más de 2 metros de nieve y las lluvias causaron inundaciones y deslizamientos de tierra en áreas de Sierra Nevada. El sistema de tormentas se trasladó al Medio Oeste y Ohio, trayendo una franja generalizada de 13 a 30 centímetros de nieve. Luego, el sistema se convirtió en tormenta que dejó nuevamente cotas bajas de nieve, con depósitos de 45 a 60 centímetros, y viento que afectaron a las áreas metropolitanas de Boston y Nueva York.

## Eventos
Durante este episodio, se produjeron diversos eventos climáticos invernales que incluyeron episodios de olas de frío, tormentas de nieve y de hielo y bajas temperaturas, fuera de los límites convencionales del invierno norteamericano.

### Tormenta de hielo de finales de octubre
El 27 de octubre, una tormenta de invierno dejó fuertes nevadas en los estados de Colorado, Nuevo México, Kansas y el oeste de Texas, a la par que un vendaval con hielo azotaba el centro de Oklahoma, dejando acumulaciones de medio metro, y el norte de Texas.

### Ciclón post-tropical Zeta

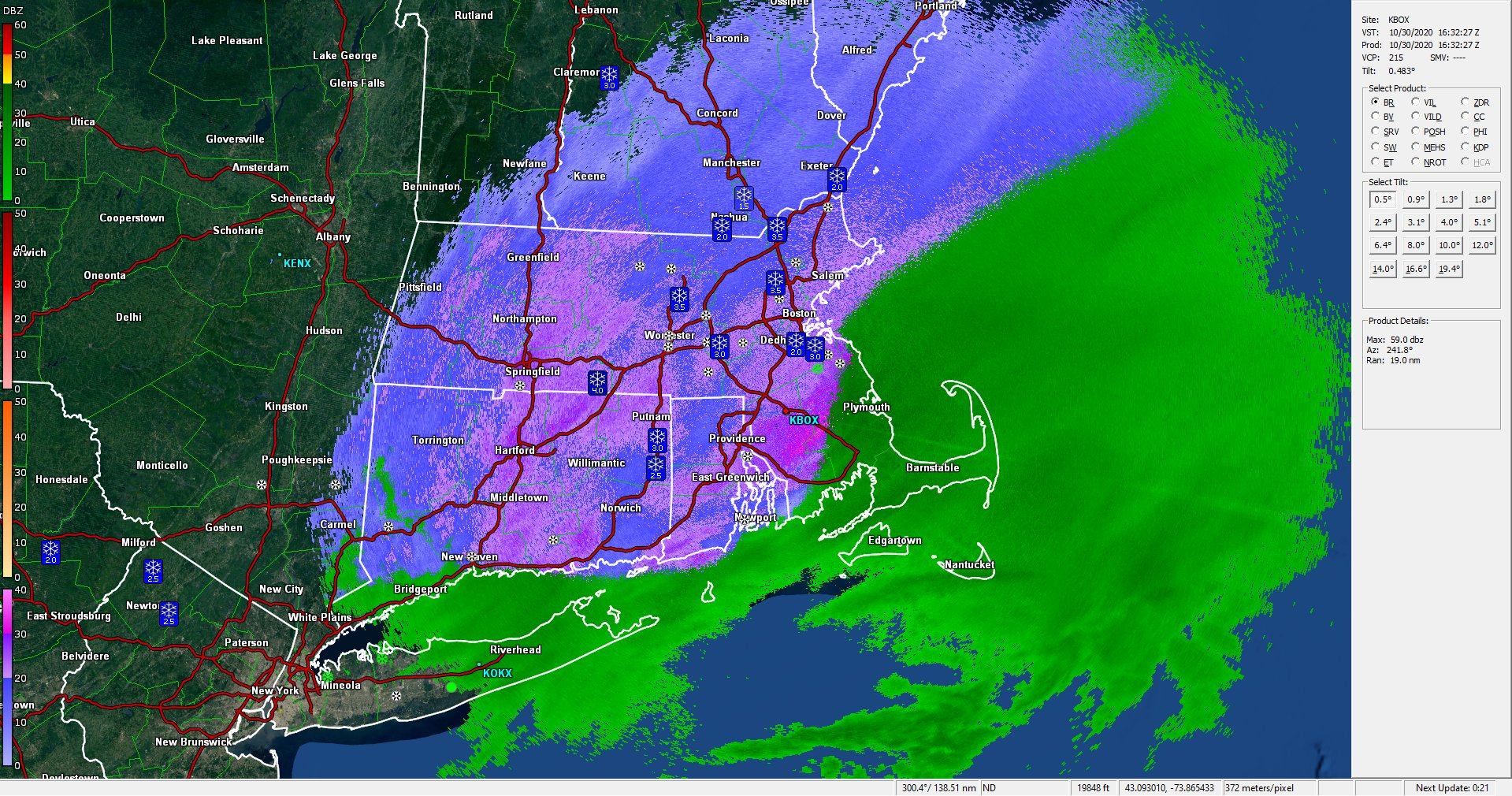
Imagen de radar de los restos del huracán Zeta que impactaron en Nueva Inglaterra dejando nieve moderada.

La tormenta invernal que afectó las llanuras del sur se fusionó con los restos del huracán Zeta, lo que provocó otro evento atmosférico de nieve entre Nueva Inglaterra y Nueva York el 30 de octubre. La mayor acumulación se dio en Grafton (Massachusetts), que registró 17 centímetros de nieve. Los servicios de emergencia tuvieron que realizar numerosas salidas debido a los accidentes que se producían a consecuencia de la caída de árboles sobre edificios y carreteras y diversas placas en las carreteras.

### Complejo de tormentas a finales de noviembre
El 29 de noviembre, dos sistemas de baja presión, uno en el golfo de México y otro de Canadá, comenzaron a moverse y cercar por los extremos a Estados Unidos. El sistema del sur se movió en dirección este-noreste hacia las montañas Apalaches. Por su parte, el sistema canadiense descendió desde Manitoba hasta el sureste de los Grandes Lagos. El 30 de noviembre, se registraron nevadas en ciudades como Toledo, Detroit, Chicago y Cleveland. Al día siguiente, el 1 de diciembre, comenzó a nevar en Pittsburgh. Además de nieve, los sistemas produjeron fuertes lluvias y vendavales, formándose pequeños tornados en la Costa Este.

### Bomba ciclónica de principios de diciembre
El 4 de diciembre se intensificó la bomba ciclónica que se había formado en una zona de bajas presiones frente a las costas del Atlántico. Antes de tocar tierra y dejar tormentas, las autoridades emitieron advertencias por tormentas invernales en la franja costera entre el norte de Connecticut y Rhode Island hasta la frontera del estado de Maine con Canadá. El 5 de diciembre, la tormenta de invierno tocó tierra en la costa de Nueva Inglaterra. Las precipitaciones comenzaron inicialmente como fuertes lluvias, pero a medida que la tormenta avanzaba hacia el norte, estalló una intensa nevada húmeda en Massachusetts, Nuevo Hampshire y Maine, lo que provocó que casi 300000 personas se quedaran sin electricidad. Cayeron cerca de 30 centímetros de nieve en la zona de Paxton (Massachusetts), cota que aumentó en Maine hasta el medio metro. Para el mediodía del 6 de diciembre, solo persistían ráfagas sobre el noreste, ya que la tormenta se adentraba en el este de Canadá.

### Mediados de diciembre
El 16 de diciembre, una nueva tormenta volvía a azotar Nueva Inglaterra y la costa atlántica, dejando nuevos registros de nieve hasta superar el medio metro de altura en el estado de Pensilvania. A nivel local, se constató el metro de nieve en las localidades de Newark Valley (Nueva York) y Ludlow (Vermont). En menor medida, pero igual de intensas, las nevadas cayeron en Williamsport (Pensilvania) y Binghamton (Nueva York), donde los depósitos de nieve superaban los 3 centímetros cada hora que pasaba.
Mientras, en la costa de Massachusetts se experimentaron fuertes vientos que superaron los 97 km/h, lo que junto a la nieve dejó varias escenas de bloqueos en carretera, apagones y árboles caídos o servicios incomunicados. Las principales ciudades de la Costa Este también tuvieron horas de nieve (Washington D. C., Nueva York, Pittsburgh, Boston...), lo que ponía fin a una sequía de algo más de 3 años sin nieve de alto impacto en dicha región. Más de 70 millones de personas se vieron afectadas en todo el noreste.

### Finales de enero a principio de febrero

Bucle de radar de la primera tormenta de invierno que atravesó el Medio Oeste de los Estados Unidos del 30 al 31 de enero.

Después de una serie de tormentas invernales mucho más débiles que afectaron a Estados Unidos, llegó otra a la Costa Oeste. En la noche del 26 de enero al 27 de enero, el norte de California experimentó ráfagas de viento extremas, con un máximo de 201 km/h cerca de Alpine Meadows. Los vientos derribaron árboles en líneas eléctricas y hogares, causando que más de 400000 clientes se quedaran sin electricidad. Además, la tormenta provocó un evento fluvial atmosférico en partes del estado que aún se recuperaban de los catastróficos incendios forestales. La combinación de vientos extremos y precipitaciones extremadamente intensas causaron las condiciones de ventisca. Una vez que el sistema de tormentas comenzó a moverse hacia el interior del estado, se emitieron alertas de tormenta de invierno en algunas áreas del Medio Oeste y el valle de Ohio.
A comienzos de febrero, en las últimas horas del día 6, volvió a formarse un sistema de bajas presiones frente a las costas de Carolina del Sur. Antes de la tormenta, el servicio meteorológico lanzó una alerta extendiendo el aviso desde Georgia hasta Massachusetts. La nieve comenzó a caer en el interior de ambas Carolinas y de Virginia, bloqueando parte del tramo de la I-95 y dejando inservibles las pistas de los aeropuertos JFK y Bridgeport. Posteriormente, la tormenta afectó la costa atlántica canadiense, donde cayeron hasta 50 centímetros de nieve en Halifax. Como resultado, en toda la región, se cerró el transporte público, se cerraron las oficinas gubernamentales y las escuelas, se retrasaron los servicios postales y se suspendió el servicio regular de cruce de ferry en el canal Cabot.

### Ola de frío de febrero

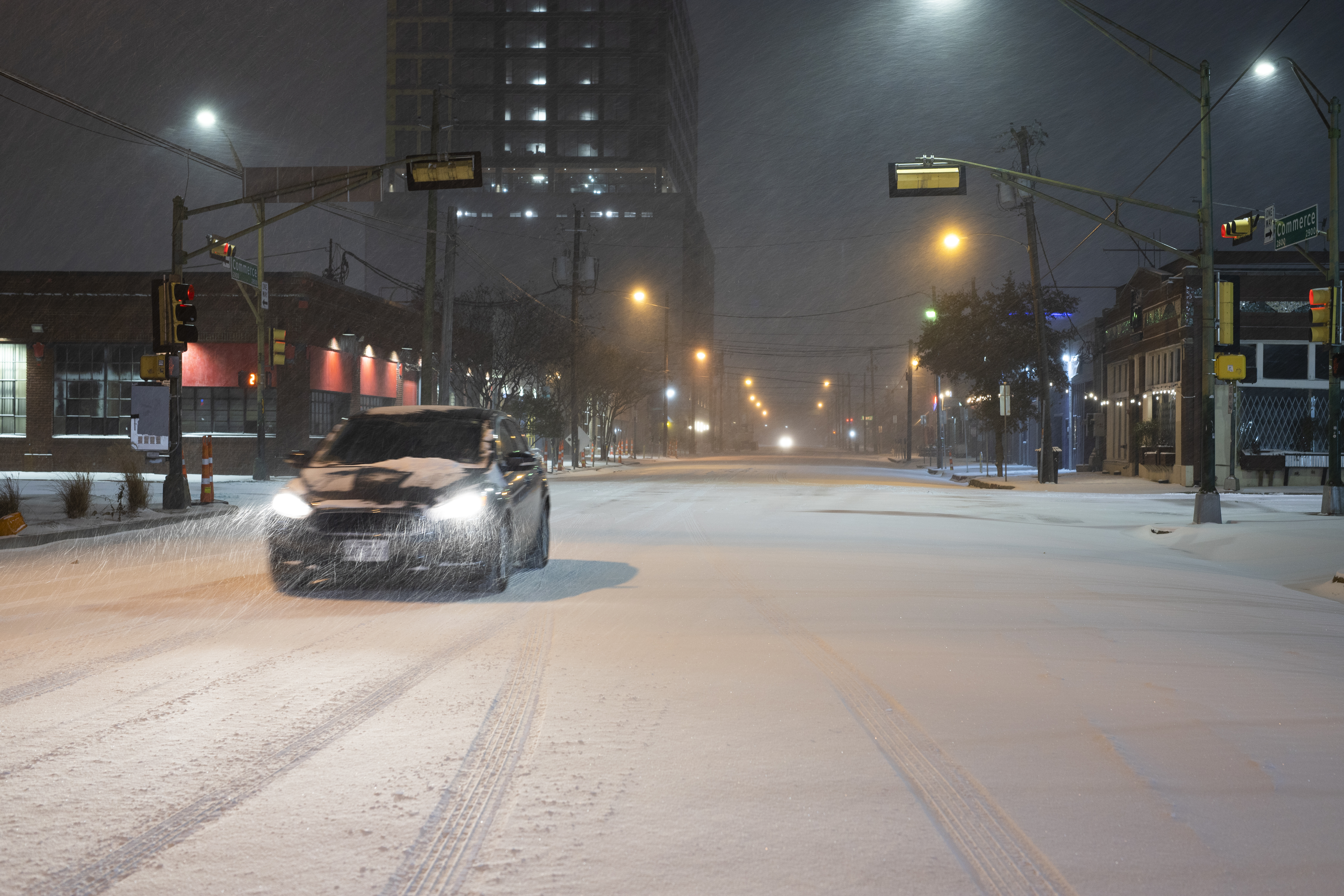
Imagen nocturna de Dallas (Texas) el 15 de febrero de 2021.

A principios de febrero, en la franja norte de los Estados Unidos, desde el este de Montana hasta Wisconsin y hasta el norte de Illinois, se lanzaron varios avisos de sensación térmica. El 7 de febrero, la ciudad de International Falls (Minnesota), registraba una sensación térmica de -46 °C (-51 °F). En la Columbia Británica de Canadá, una mujer en Dawson Creek, donde la temperatura llegó a ser de -42,2 °C, murió a consecuencia de una prolongada exposición al frío. La semana siguiente se mantuvo un frío generalizado que desafió los récords en las partes centrales de Canadá y los Estados Unidos. Canadá registró su temperatura más fría desde 2017; −51,9 °C en Wekweeti, en los Territorios del Noroeste. En Livingston (Montana), se rompió el récord de frío diario del 13 de febrero, cuando las temperaturas cayeron hasta los -33 °C.
Posteriormente, la ola de frío surcó hacia los estados sureños. El 14 de febrero se alcanzaron en varias partes de Texas temperaturas por debajo de los −18 °C. Se batieron récords de más de un siglo: el 16 de febrero, se batieron mínimos históricos diarios en Oklahoma City (con −26 °C, el dato recogido más frío desde 1899 y el segundo más frío histórico), Dallas (−19 °C, el más frío desde 1930 y el segundo más frío registrado), Houston (−11 °C, el más frío desde 1989), San Antonio (−11 °C, el más frío desde 1989) y Little Rock (Arkansas) (−18 °C, la más fría desde 1989). Esto ejerció una fuerte presión sobre la red eléctrica del estado, lo que provocó que el Southwest Power Pool y el Consejo de Confiabilidad Eléctrica de Texas establecieran apagones continuos.

### Tormentas invernales de mediados de febrero
El 10 de febrero, una tormenta de hielo comenzó a afectar a los estados de la región del valle de Ohio y a la zona limítrofe del Upland South. En la I-35W, a la altura de Fort Worth (Texas), la tormenta provocó un gran accidente en la mañana del 11 de febrero que involucró a más de un centenar de vehículos, dejando 6 muertos y varios heridos.
Entre el 11 y 12 de febrero, otra tormenta trajo consigo nieve, de ligera a moderada, a las Montañas Rocosas. Luego, la energía de esa tormenta más tarde causó un evento de engelamiento significativo en el Atlántico Medio y los Apalaches. Desde Kentucky hasta Carolina del Norte, casi medio millón de personas se quedaron sin electricidad. Además, los árboles caídos y las líneas eléctricas provocaron una interrupción significativa en Virginia.
Una tormenta invernal inusualmente significativa afectó el noroeste del Pacífico del 12 al 13 de febrero; en Seattle cayeron 28 centímetros de nieve y la lluvia helada provocó más de 200.000 cortes de energía en el área metropolitana de Portland. El gobernador de Texas, Greg Abbott, anunció una declaración de emergencia federal después de un evento significativo de nieve en Texas acompañado de un frío extremo.